# F. D. 루스벨트 공항

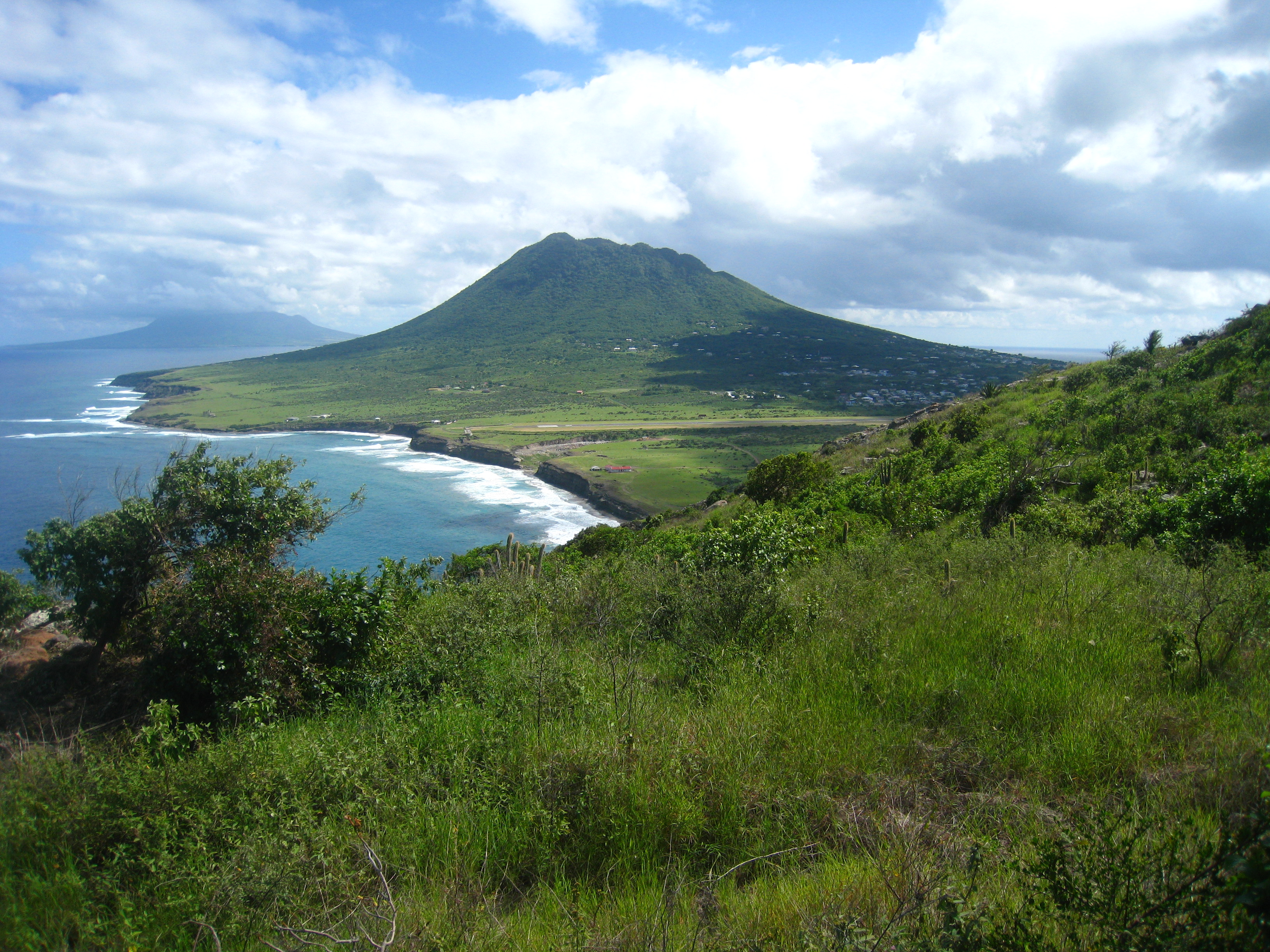

F. D. 루스벨트 공항(F. D. Roosevelt Airport, IATA: EUX, ICAO: TNCE)은 카리브 네덜란드 신트외스타티위스섬에 위치한 공항이다. 1946년에 골든록 공항(Golden Rock Airport)이라는 이름으로 개항하였다가 프랭클린 D. 루스벨트의 이름을 따라 개명되었다.